# 王宗義
王宗義（16世紀—17世紀），字惟和，號翼望，直隶保定府易州紫荆所軍籍，保定府蠡縣人，明朝政治人物。

## 生平
九月十八日生，治易经。萬曆十九年（1591年）辛卯科鄉試第九十七名舉人，二十三年（1595年）乙未科會試第五十四名，廷試三甲第十八名進士，工部觀政，本六月授陕西西安府推官，二十七年十二月升工部都水司主事，二十九年差清江浦督理漕船，三十三年以明楼工成，加二级，三十四年与刑部主事陆锡恩一起典試雲南。三十五年调任吏部稽勋司主事，歴任至验封司郎中。

## 家族
曾祖王雄。祖父王名。父王天衢，封文林郎西安府推官。嫡母宋氏，贈孺人。生母王氏，封孺人。具庆下。娶郜氏，封孺人。子撫民、澤民、愛民。